# Jordi Bertomeu i Orteu
Jordi Bertomeu i Orteu (Barcelona, 15 de gener de 1959) és un dirigent esportiu català, president executiu de l'Eurolliga de bàsquet, que és la companyia privada que dirigeix i opera les dues principals competicions continentals de clubs de bàsquet d'Europa. El setembre de 2022 deixa les seves funcions a la Eurolliga, després de 22 anys. És substituït al càrrec per l'exjugador blaugrana Dejan Bodiroga. És pare del politòleg Marc Bertomeu Goixens.